# Le Vent de la plaine
Pour les articles homonymes, voir The Unforgiven (homonymie).
Ne doit pas être confondu avec Le Vent dans la plaine.
Pour plus de détails, voir Fiche technique et Distribution.
Le Vent de la plaine (titre original : The Unforgiven) est un film américain réalisé par John Huston, sorti en 1960.

## Synopsis
Ben Zachary revient de Wichita avec des hommes embauchés pour s'occuper du troupeau dont il est propriétaire avec Zeb Rawlins, un fermier voisin. Il retrouve sa sœur adoptive Rachel, qui vit avec sa mère et ses frères. Rachel a été recueillie bébé par Zachary père, tué ensuite par les indiens Kiowas en défendant son ranch et son bétail. Dans les environs rode un vieux cavalier solitaire, fantomatique et un peu fou, armé d'un sabre, qui parle de vengeance et fait courir le bruit que Rachel serait une indienne. Peu après, trois indiens se présentent pacifiquement devant la ferme Zachary et proposent à Ben de troquer Rachel contre quelques chevaux ; celui-ci refuse mais en informe sa mère et ses frères et sa sœur, tous très troublés. Certains cow-boys sont de plus en plus persuadés que Rachel est une indienne et en parlent à Zeb Rawlins. Celui-ci les éconduit. Charlie, le fils de Zeb, amoureux de Rachel, la demande en mariage et elle accepte. Ni Rachel ni Ben ne sont ravis de cette union mais quel autre prétendant trouver dans ce désert ? Sur la route du retour, Charlie est tué par des Indiens. Mrs Rawlins repousse avec horreur Rachel venue lui présenter ses condoléances et l'accuse en termes violents d'être une squaw responsable de la mort de son fils.
Comprenant qu'il faut en finir avec les rumeurs concernant Rachel, Ben décide de capturer le vieux cavalier pour le faire parler. La chose est bientôt faite. Assis sur un cheval, la corde autour du cou, le vieil homme raconte que Rachel a été trouvée par Zachary père dans un camp indien ravagé, qu'à titre de représailles les indiens ont enlevé son fils, qu'il a alors demandé à Zachary père de rendre Rachel aux Kiowas en échange de sa libération, mais que Zachary père a refusé. Depuis, le cavalier a soif de vengeance contre l'indienne Rachel et ceux qui l'ont adoptée. Mrs Zachary crie au mensonge, ne laisse pas le vieil homme terminer son récit, elle fouette le cheval et le vieil homme meurt pendu.
Le clan Rawlins demande aux Zachary de renvoyer Rachel aux Kiowas ; les Zachary refusent, et se retrouvent mis au ban. À leur retour dans leur ferme ils trouvent une peau où est peinte l'histoire de Rachel. La mère confirme le récit du vieil homme : elle a menti, la petite indienne a bien remplacé son bébé qui venait de mourir. Rachel est elle une Kiowa ? Est-elle la sœur de cœur des frères Zachary ? A-t-elle enfin le droit d'éprouver de l'amour pour Ben ? Cet amour est-il réciproque ? Cash Zachary se désolidarise de sa famille et rejoint les Rawlins.
Alors que les Zachary se barricadent et rassemblent les munitions, trois Indiens se présentent à nouveau pour récupérer Rachel prête à les rejoindre pour éviter un bain de sang. Ben ordonne alors à son plus jeune frère Andy d'abattre l'un d'eux. L'assaut est lancé contre la ferme à plusieurs reprises. La mère est mortellement touchée. Les Zachary se défendent vaillamment, Ben embrasse Rachel et la demande en mariage. Cash, alerté par les coups de feu, vient à la rescousse des siens. Rachel, à bout portant, tue le chef des Kiowas (son probable frère biologique) pour sauver Andy, blessé. La bataille cesse.

## Fiche technique
- Titre : Le Vent de la plaine
- Titre original : The Unforgiven
- Réalisation : John Huston, assisté d'Emilio Fernandez
- Scénario : Ben Maddow, d'après le roman d'Alan Le May
- Direction artistique : Stephen B. Grimes
- Costumes : Dorothy Jeakins
- Photographie : Franz Planer
- Montage : Russell Lloyd
- Musique : Dimitri Tiomkin
- Producteurs : James Hill, Harold Hecht et Burt Lancaster (Hecht-Hill-Lancaster)
- Société de production : James Productions et United Artists
- Distribution : United Artists
- Budget : 5 millions de dollars (3,67 millions d'euros)
- Pays d'origine : États-Unis
- Langue : Anglais
- Format : Couleurs (Technicolor) - 2,35:1 - Mono (Westrex Recording System) - 35 mm
- Genre : Western
- Durée : 125 minutes
- Date de sortie : États-Unis 6 avril 1960
- Affiche : Boris Grinsson (France)

## Distribution
- Burt Lancaster (VF : Claude Bertrand) : Ben Zachary
- Audrey Hepburn (VF : Martine Sarcey) : Rachel Zachary
- Audie Murphy (VF : Michel François) : Cash Zachary
- Lillian Gish (VF : Denise Grey) : Mattilda Zachary
- Doug McClure (VF : Georges Poujouly) : Andy Zachary
- John Saxon : Johnny Portugal
- Charles Bickford (VF : Paul Bonifas) : Zeb Rawlins
- Albert Salmi : Charlie Rawlins
- Joseph Wiseman (VF : Jacques Berlioz) : Abe Kelsey, le cavalier « fou »
- June Walker (VF : Hélène Vallier) : Hagar Rawlins
- Kipp Hamilton : Georgia Rawlins
- Arnold Merritt : Jude Rawlins
- Carlos Rivas (VF : Jean Violette) : Lost Bird

## Autour du film
- Le tournage s'est déroulé à Durango, au Mexique.
- Audrey Hepburn, alors enceinte de plusieurs mois, fut gravement blessée au dos à la suite d'une chute de cheval[1]. Après avoir passé six semaines à l'hôpital, elle reprit son rôle avec un corset orthopédique[1], une minerve et de nouvelles robes pour la cacher. Malheureusement, quelques mois plus tard, elle subit une fausse couche, que certains imputèrent à son accident sur le tournage de ce film. Audrey Hepburn ne l'a jamais accusé, mais le cinéaste s'en est personnellement voulu[2]. Le reste des scènes d'Audrey furent tournées avec une doublure.
- John Huston, dans ses mémoires, affirme détester ce film, n'y voyant, sans doute en raison de la séquence finale, qu'un « banal film d'action », là où il voulait résolument tourner un film « contre le racisme ».